# Xã Arago, Quận Hubbard, Minnesota
Xã Arago (tiếng Anh: Arago Township) là một xã thuộc quận Hubbard, tiểu bang Minnesota, Hoa Kỳ. Năm 2010, dân số của xã này là 607 người.